# Беатріче Каллегарі
Беатріче Каллегарі (італ. Beatrice Callegari, 20 грудня 1991) — італійська синхронна плавчиня.
Учасниця Олімпійських Ігор 2016, 2020 років.
Призерка Чемпіонату світу з водних видів спорту 2019 року.
Призерка Чемпіонату Європи з водних видів спорту 2018 року.